# هيبسيلوفودون
الهيبسيلوفودون (الاسم العلمي: Hypsilophodon)، جنس منقرض من ديناصورات طيرية الورك التي عاشت خلال فترة الطباشيري المبكر في إنجلترا ورومانيا. كان يعتبر تقليديا عضو مبكر من مجموعة الأورنيثوبودا (طيريات القدم)، لكن الأبحاث الأخيرة جعلت ذلك موضع تساؤل.